# Model de barres i boles

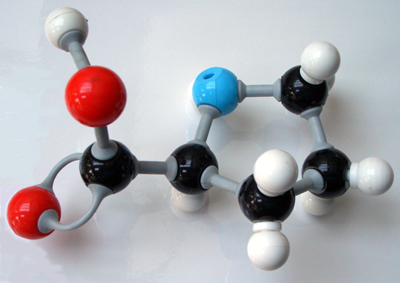
Un model de barres i boles de la molècula prolina fet de plàstic

Un model de barres i boles (en anglès:ball-and-stick model) en química és un model molecular d'una substància química el qual mostra tant la posició en tres dimensions dels àtoms com els enllaços químics entre ells. Els àtoms típicament estan representats per esferes i els enllaços per barres corbades. En un bon model els angles entre les barres haurien de ser els mateixos que els angles entre els enllaços, i les distàncies entre els centres de les esferes haurien de ser proporcionals a les distàncies entre els corresponents nuclis dels àtoms. El color de l'esfera sovint indica l'element químic de cada àtom.
En un model de barres i boles, el radi de les esferes normalment és molt més petit que la llargada de la barra, per tal de proporcionar una visió més clara dels àtoms i els enllaços en el model. Com a conseqüència, el model no dona una clara visió sobre l'espai ocupat pel model. En aquest aspecte aquest model es diferencia dels models que omplen l'espai (Model Calotte), on els radis de les esferes són proporcionals als radis atòmics (radi de Van der Waals) i, per tant, mostren l'espai ocupat però no els enllaços.

Modl de barres i boles d'ordinador del cicloexà.

Els models de barres i boles poden ser artefactes físics o models d'ordinador virtuals.

## Història

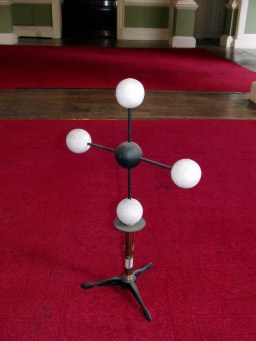
Model de barres i boles d'August Wilhelm von Hofmann (1865) del metà CH₄.

El 1865, el químic alemany August Wilhelm von Hofmann va ser el primer a fer un model molecular de barres i boles per a les seves classes al Royal Institution of Great Britain.